# 吉光
吉光，又稱吉良、澤馬，是中國神話傳說中的神獸，是吉祥的象徵。常與騰黃混淆在一起。
一說為薛國始祖奚仲的兒子，是交通工具的發明者。

## 外型
吉光被認為是一種馬，出生在大澤中，身體是白的，帶著花紋，但是鬃毛是紅的。
有人認為它就是騰黃。一種說法認為，騰黃長得像狐狸，是一種野獸，而吉光長得像馬；然而有些說法是反過來的。

## 民間說法
因為吉光是極難得一見的神獸，因此民間有成語「吉光片羽」，以吉光的一根羽毛，來形容某種極難得一見的文獻或是文物。